# سیبراندوس استراتینگ

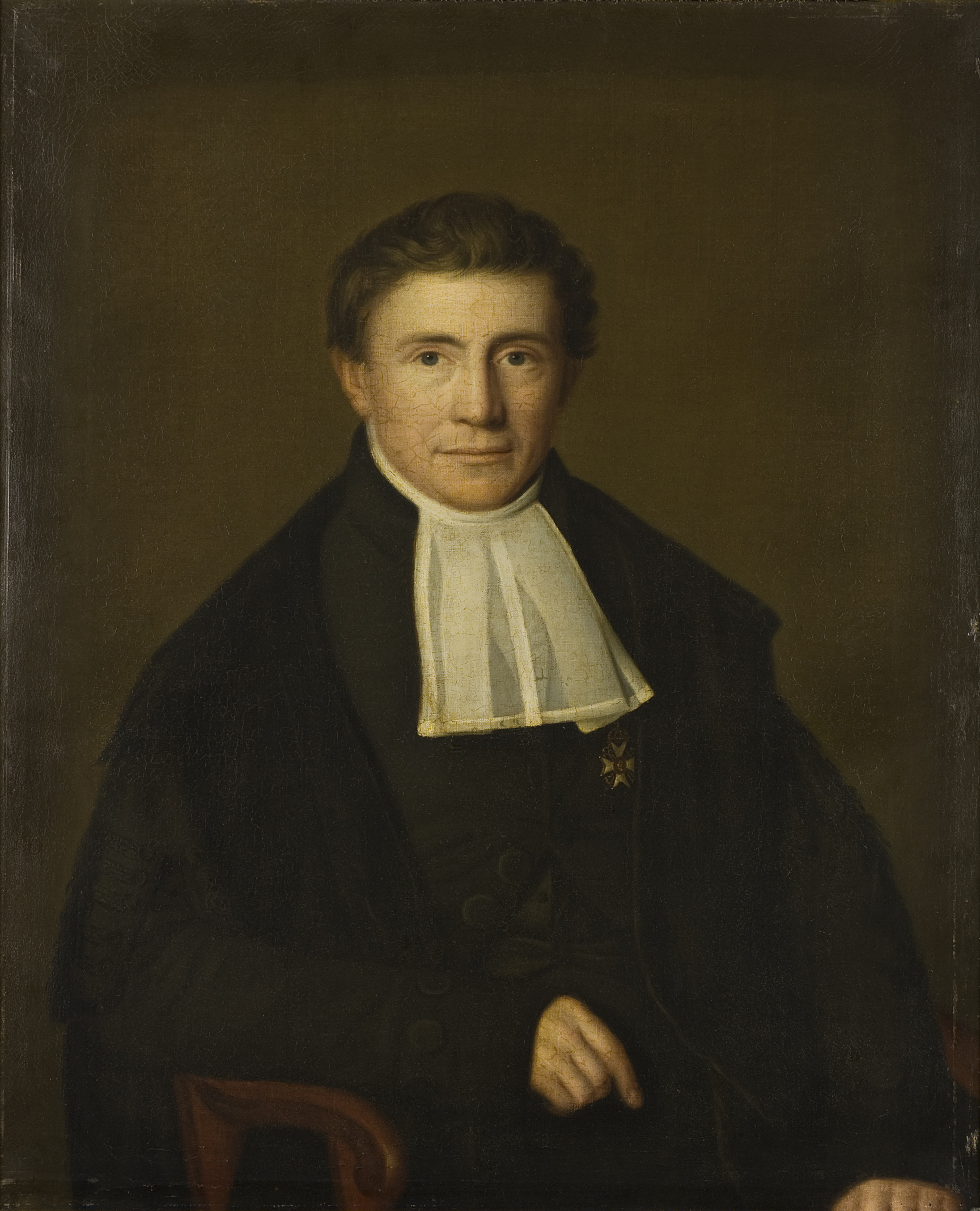
سیبراندوس استراتینگ

سیبراندوس استراتینگ که با نام Sebrand A. Stratingh نیز شناخته می‌شود (متولد ۹ آوریل ۱۷۸۵ در آدورپ، † ۱۵ فوریه ۱۸۴۱) شیمی‌دان استاد شیمی و مخترع اهل هلند بود. او آدورپ خرونینگن به دنیا آمد؛ جایی که پدرش اورهاردوس استراتینگ در آنجا کشیش بود. او سپس توسط عمویش لورن استراتینگ که به عنوان داروساز در خرونینگن کار می‌کرد پرورش یافت و به مدرسهٔ لاتین در آنجا رفت. در سن ۱۳ سالگی او تحصیل در دانشگاه خرونینگن را آغاز کرد. در سال ۱۸۰۱ او با همکاری یکی از دوستان هم‌دورهٔ خود انجمن ترویج علوم فیزیکی را در خرونینگن تأسیس کرد. در سال ۱۸۲۴ سیبراندوس استراتینگ خود به سمت استادی شیمی عمومی، کاربردی و دارویی در دانشگاه خرونینگن رسید.
در ۲۲ مارس ۱۸۳۵ او یک وسیلهٔ نقلیهٔ با موتور (در این مورد بخار) را در هلند راه‌اندازی کرد و احتمالاً سیبراندوس در این مورد نخستین بوده‌است. در سوم نوامبر همان سال فاصلهٔ ۲۰ کیلومبری خرونینگن تا دی‌پونت را پیمود و پادشاه ویلهلم اول
مبلغ ۶۰۰ گیلدر پاداش تشویقی به او داد. یک وسیلهٔ نقلیهٔ الکتریکی که او بعد از آن ساخت اکنون در موزه نگهداری می‌شود.
در ۱۵ فوریه ۱۸۴۱ استراتینگ در سن ۵۶ سالگی به‌طور غیرمنتظره‌ای درگذشت.